# 山霊
山霊（さんれい）は、山に宿るとされる神霊の総称。

## 概要
古来日本の山の多くは山岳信仰の対象として聖なる山として祀られており、そうして山には様々な神々や霊が宿るとされていた。また山は霊界に最も近いところとも言われ、死者の霊が集うとも言われていた。そうした神々や霊の総称を山霊と呼ぶ。
山霊は聖地たる山に人が入ることを良しとせず、山中に踏み入る人に対して警告を発する意味で、怪しげな音を立てたり、不気味な声を出したり、笑い声をあげたりする。時には人間への報いとして、怪火を出現させて畏怖を与えることもあるという。

## 伝承
松浦静山の随筆『甲子夜話』に山霊のことが語られている。
その昔、関東のとある山でのこと。麓の茶店に登山途中の2人の男が立ち寄り、休憩をとった。2人は先を急いでいる様子だったが、足は進んでいないようで、しかも時は既に夕刻だった。このままでは山に登りきる頃には夜更けになってしまう。
店の主人や客たちは、夜の山に入るのは良くないと、明日改めて山に登ることを勧めたが、男たちは今夜中に頂上をきわめたいと言い張り、彼らの制止を聞かずに店を去って山へ入って行った。
間もなく凄まじい雷鳴が轟き、大雨が降り始めた。やがて雷雨はやんだが、店の主人たちは何か異変が起きたに違いないと、次の日に男たちを探して山へ入った。すると案の定、頂上へと続く途中の木に、男たちの身につけていた着物などが引っ掛かっていた。男たちの姿は影も形もなかった。一同は、彼らは山霊にやられたに違いないと、畏れながら話し合ったということである。